# Pro Bowl 1998
Match précédent Match suivant
Le AFC-NFC Pro Bowl 1998 est le Match des étoiles de football américain de la National Football League pour la saison 1997. Il se joue au Aloha Stadium d'Honolulu le 1er février 1998 entre les meilleurs joueurs des deux conférences de la NFL, la National Football Conference et l'American Football Conference. La rencontre est remportée sur le score de 29 à 24 par l'équipe représentant l'American Football Conference.